# Isonychus bistrigus
Isonychus bistrigus är en skalbaggsart som beskrevs av Hermann Burmeister 1855. Isonychus bistrigus ingår i släktet Isonychus och familjen Melolonthidae. Inga underarter finns listade i Catalogue of Life.